# Glomeraceae
Famille
Les Glomeraceae sont une famille de champignons mycorhiziens de l’ordre des Glomerales.

## Liste des genres
Selon BioLib (4 novembre 2017) :
- genre Archaeoglomus N. Sharma, R.K. Kar, A. Agarwal & R. Kar †
- genre Funneliformis C. Walker & A. Schüßler
- genre Glomus Tul. & C. Tul.
- genre Sclerocystis Berk. & Broome

Selon Catalogue of Life (4 novembre 2017) :
- genre Dominikia
- genre Funneliformis
- genre Glomus
- genre Kamienskia
- genre Rhizophagus
- genre Septoglomus